# Loretta Lynch

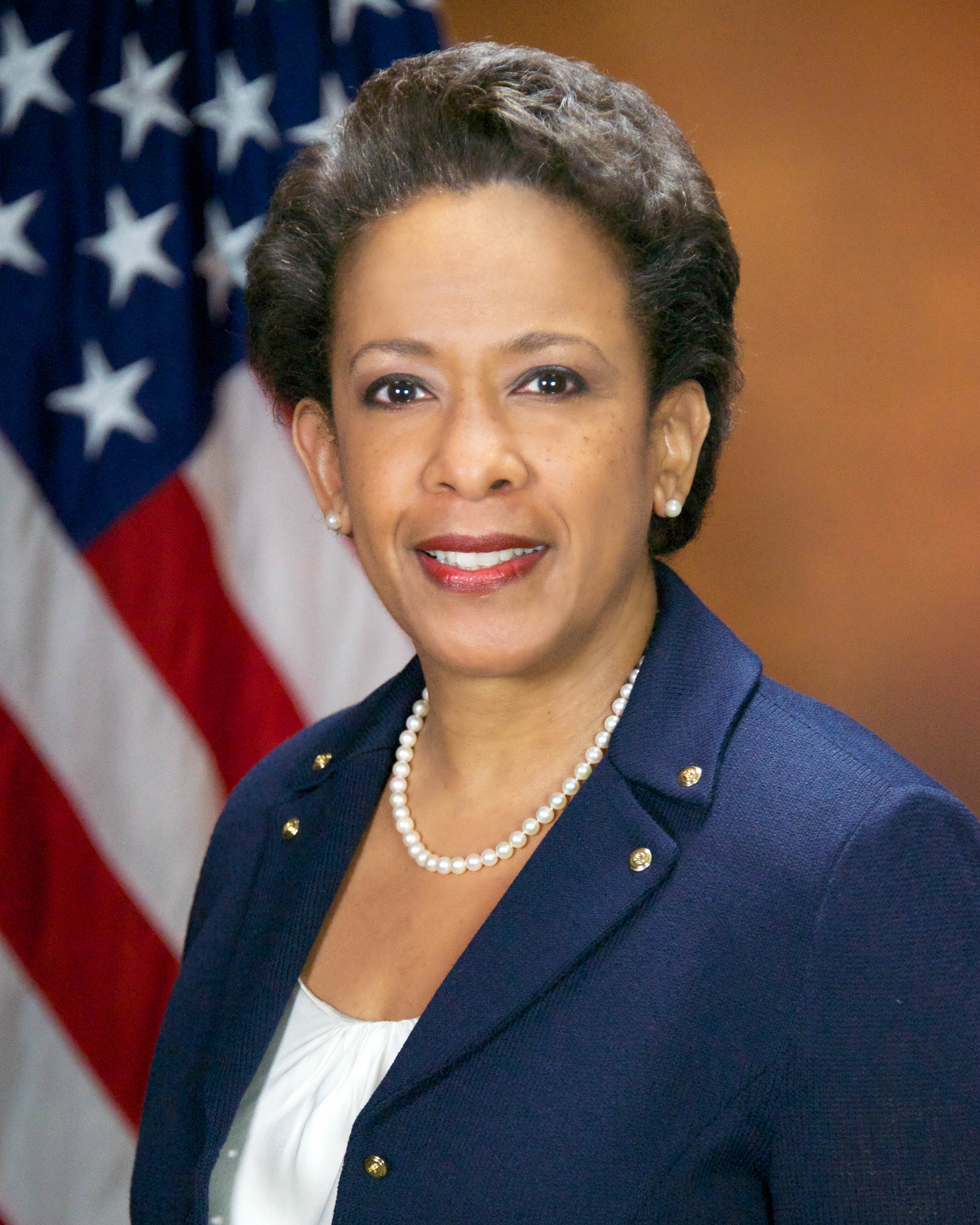
Loretta Lynch (2015)

Loretta Elizabeth Lynch (* 21. Mai 1959 in Greensboro, North Carolina) ist eine US-amerikanische Juristin und Politikerin der Demokratischen Partei. Vom 27. April 2015 bis zum 20. Januar 2017 war sie Justizministerin der Vereinigten Staaten. Zwischen 1999 und 2001 und erneut von 2010 bis 2015 war sie U.S. Attorney for the Eastern District of New York, was etwa einem deutschen Leitenden Oberstaatsanwalt vor dem Bundesbezirksgericht für das östliche New York entspricht, und leitete somit die Strafverfolgung nach Bundesrecht  in Brooklyn, Queens, Staten Island und Long Island.
Am 8. November 2014 wurde sie von US-Präsident Barack Obama als Nachfolgerin für den scheidenden Justizminister (United States Attorney General) Eric Holder nominiert. Nach einer langen Verzögerungspause durch die Republikanische Partei wurde sie am 23. April 2015 vom Senat bestätigt. Sie übte das Amt bis zur Übergabe an das Kabinett Trump I am 20. Januar 2017 aus. Ihr Amt wurde im Anschluss von der stellvertretenden Justizministerin Sally Yates geschäftsführend übernommen.

## Frühe Jahre und Bildung
Sie verbrachte in ihrer Kindheit viele Nachmittage mit ihrem Vater in Gerichtssälen.
Sie hat einen Bachelor-of-Arts-Abschluss in englischer und amerikanischer Literatur vom Harvard College (1981) und einen Juris Doctor von der Harvard Law School (1984).

## Karriere
1999 berief sie der damalige Präsident Bill Clinton als United States Attorney for the Eastern District of New York. Unter ihrer Führung wurde gegen Polizeibeamte des New York Police Department wegen des Abner-Louima-Falles ermittelt.
2001 legte sie ihr Amt nieder und wurde Partnerin bei der Anwaltssozietät Hogan & Hartson (heute: Hogan Lovells). 2010 berief Obama sie erneut ins Amt des U.S. Attorney for the Eastern District of New York.
Am 8. November 2014 nominierte Obama sie für die Nachfolge des scheidenden US-Justizministers (Attorney General) Eric Holder.

## Privates
Sie ist verheiratet (Stephen Hargrove) und hat zwei Stiefkinder.